# ロジャース (企業)
ロジャース（Rogers ）は、英国放送協会（BBC）の研究開発部門にいたジム・ロジャース（Jim Rogers ）によって1947年に設立されたイギリスのオーディオメーカーである。1970年代に英国放送協会のスタジオ・モニターに採用されたLS3/5aを始めとするスピーカーでもっともよく知られている。
1993年に香港の企業グループであるWo Kee Hong Groupに買収された後は製品の方向性が大きく変わっており、日本での販売は行われていなかったが、2008年に入りロジャースラボラトリー・ジャパン合同会社が設立され、同社製品の取り扱いを開始した。

## 主要製品

### LS3/シリーズ
小中型のBBCモニター。
- LS3/5a（1976年発売） - ロジャースのモニターの中では最も有名である。BBCの定めた規格に従いハーベス、KEF、スペンドール等からも同型同名のスピーカーが発売されていた。ツイーターは2cmドーム型、ウーファーは10cmベクストレン（Bextrene ）製コーン型。後に別売でスタンド兼サブウーファーAB-1が販売された。
- LS3/6 - 中型のBBCモニター。日本には輸入されなかった。

### LS5/シリーズ
中大型BBCモニター。
- LS5/8（1979年発売） - 大型。クォードのパワーアンプ405をバイアンプで使用する。ツイーターはソフトドーム型LS2/15ユニット、ウーファーは30.5cmポリプロピレン製コーン型。
- LS5/9（1985年発売） - 中型。ツイーターはソフトドーム型LS2/15ユニット、ウーファーは20cmポリプロピレン製コーン型LS2/14ユニットを使用する。

### LSシリーズ
民生用スピーカー。
- LS1
- LS5
- LS2（1986年発売） - ツイーターは1.9cmプラスチック製ドーム型、ウーファーは12.5cmポリプロピレン製コーン型。
- LS2a/2
- LS7a
- LS7t

### PMシリーズ
- PM110
- PM210 - 2ウェイシステム。ツイーターはソフトドーム型、ウーファーはポリプロピレン製コーン型。
- PM410（1980年発売） - ツイーターはソフトドーム型、スコーカーは12.7cmポリプロピレン製コーン型、ウーファーは30.5cmポリプロピレン製コーン型。
- PM510（1982年発売） - LS5/8からパワーアンプを除きネットワーク経由で駆動する通常版。
- PM510SII（1983年発売） - PM510の改良版。

### スタジオシリーズ
民生用スピーカー。
- Studio 1
- Studio 1a
- Studio 3
- Studio 7
- Studio 7a